# Gene Grazia
Eugene Grazia, detto Gene (West Springfield, 29 luglio 1934 – Pompano Beach, 9 novembre 2014), è stato un hockeista su ghiaccio statunitense.

## Palmarès

### Olimpiadi invernali
- Oro a Squaw Valley 1960.